# Martín Ruiz
Martín Ruiz (lub Rodríguez) – wielki mistrz zakonu Calatrava w latach 1238–1240.
W 1238 r. uczestniczył w ceremonii powołania nowego mistrza zakonu Avis, Martína Fernándeza, uzyskując obietnicę posłuszeństwa ze strony rycerzy Avis oraz wyboru mistrza Avis tylko przy udziale mistrza z Calatravy. Zatwierdził kilkanaście krótkich statutów tego zakonu. Wiązało to mocniej zakon Avis z Calatravą, czyniąc z niego (w mniemaniu wielu historyków) autonomiczną gałąź Calatravy w Portugalii.
W tym też roku oddziały zakonne pod jego dowództwem zdobyły zamki w Locabin i Susanie, które król Ferdynand III Kastylijski formalnie przekazał zakonowi w użytkowanie 2 lata później.
Podczas jego rządów zaostrzył się konflikt z arcybiskupem Toledo na tle posłuszeństwa i podległości zakonu lokalnej władzy kościelnej, który zmusił do interwencji papieża Grzegorza IX. Papież stanął po stronie braci-rycerzy, zabraniając arcybiskupowi i jego sufraganom ekskomunikowania rycerzy i ich mistrza, jednocześnie potwierdzając przywileje papieskie dla zakonu.